# Llista d'asteroides/188701-188800
| Nom      | Designació provisional | Data de descobriment   | Lloc de descobriment | Descobridor/s       |
| -------- | ---------------------- | ---------------------- | -------------------- | ------------------- |
| 188701 - | 2005 TD50              | 3 d'octubre de 2005    | Goodricke-Pigott     | R. A. Tucker        |
| 188702 - | 2005 TR58              | 1 d'octubre de 2005    | Mount Lemmon         | Mount Lemmon Survey |
| 188703 - | 2005 TA60              | 2 d'octubre de 2005    | Mount Lemmon         | Mount Lemmon Survey |
| 188704 - | 2005 TB64              | 6 d'octubre de 2005    | Catalina             | CSS                 |
| 188705 - | 2005 TE77              | 6 d'octubre de 2005    | Anderson Mesa        | LONEOS              |
| 188706 - | 2005 TR90              | 6 d'octubre de 2005    | Mount Lemmon         | Mount Lemmon Survey |
| 188707 - | 2005 TD98              | 6 d'octubre de 2005    | Kitt Peak            | Spacewatch          |
| 188708 - | 2005 TR99              | 7 d'octubre de 2005    | Socorro              | LINEAR              |
| 188709 - | 2005 TG101             | 7 d'octubre de 2005    | Catalina             | CSS                 |
| 188710 - | 2005 TR101             | 7 d'octubre de 2005    | Catalina             | CSS                 |
| 188711 - | 2005 TA127             | 7 d'octubre de 2005    | Kitt Peak            | Spacewatch          |
| 188712 - | 2005 TR131             | 7 d'octubre de 2005    | Kitt Peak            | Spacewatch          |
| 188713 - | 2005 TH148             | 8 d'octubre de 2005    | Kitt Peak            | Spacewatch          |
| 188714 - | 2005 TN165             | 9 d'octubre de 2005    | Kitt Peak            | Spacewatch          |
| 188715 - | 2005 TF166             | 9 d'octubre de 2005    | Kitt Peak            | Spacewatch          |
| 188716 - | 2005 TD167             | 9 d'octubre de 2005    | Kitt Peak            | Spacewatch          |
| 188717 - | 2005 TU171             | 10 d'octubre de 2005   | Catalina             | CSS                 |
| 188718 - | 2005 TV180             | 1 d'octubre de 2005    | Mount Lemmon         | Mount Lemmon Survey |
| 188719 - | 2005 TP183             | 7 d'octubre de 2005    | Anderson Mesa        | LONEOS              |
| 188720 - | 2005 TB185             | 1 d'octubre de 2005    | Mount Lemmon         | Mount Lemmon Survey |
| 188721 - | 2005 UU                | 23 d'octubre de 2005   | Wrightwood           | J. W. Young         |
| 188722 - | 2005 UK2               | 23 d'octubre de 2005   | Goodricke-Pigott     | R. A. Tucker        |
| 188723 - | 2005 UX14              | 22 d'octubre de 2005   | Kitt Peak            | Spacewatch          |
| 188724 - | 2005 UC17              | 22 d'octubre de 2005   | Kitt Peak            | Spacewatch          |
| 188725 - | 2005 UG35              | 24 d'octubre de 2005   | Kitt Peak            | Spacewatch          |
| 188726 - | 2005 UX41              | 25 d'octubre de 2005   | Kitt Peak            | Spacewatch          |
| 188727 - | 2005 UP42              | 22 d'octubre de 2005   | Kitt Peak            | Spacewatch          |
| 188728 - | 2005 UT47              | 22 d'octubre de 2005   | Catalina             | CSS                 |
| 188729 - | 2005 UR51              | 23 d'octubre de 2005   | Catalina             | CSS                 |
| 188730 - | 2005 UK52              | 23 d'octubre de 2005   | Catalina             | CSS                 |
| 188731 - | 2005 US54              | 23 d'octubre de 2005   | Catalina             | CSS                 |
| 188732 - | 2005 UT63              | 25 d'octubre de 2005   | Mount Lemmon         | Mount Lemmon Survey |
| 188733 - | 2005 UT66              | 22 d'octubre de 2005   | Palomar              | NEAT                |
| 188734 - | 2005 UB74              | 23 d'octubre de 2005   | Palomar              | NEAT                |
| 188735 - | 2005 UQ79              | 25 d'octubre de 2005   | Catalina             | CSS                 |
| 188736 - | 2005 UF104             | 22 d'octubre de 2005   | Kitt Peak            | Spacewatch          |
| 188737 - | 2005 UU115             | 23 d'octubre de 2005   | Palomar              | NEAT                |
| 188738 - | 2005 UA120             | 24 d'octubre de 2005   | Kitt Peak            | Spacewatch          |
| 188739 - | 2005 UN123             | 24 d'octubre de 2005   | Kitt Peak            | Spacewatch          |
| 188740 - | 2005 UU138             | 25 d'octubre de 2005   | Kitt Peak            | Spacewatch          |
| 188741 - | 2005 UU141             | 25 d'octubre de 2005   | Catalina             | CSS                 |
| 188742 - | 2005 UE142             | 25 d'octubre de 2005   | Catalina             | CSS                 |
| 188743 - | 2005 UU142             | 25 d'octubre de 2005   | Mount Lemmon         | Mount Lemmon Survey |
| 188744 - | 2005 UO148             | 26 d'octubre de 2005   | Kitt Peak            | Spacewatch          |
| 188745 - | 2005 UJ149             | 26 d'octubre de 2005   | Kitt Peak            | Spacewatch          |
| 188746 - | 2005 UO162             | 27 d'octubre de 2005   | Anderson Mesa        | LONEOS              |
| 188747 - | 2005 UU165             | 24 d'octubre de 2005   | Kitt Peak            | Spacewatch          |
| 188748 - | 2005 UT171             | 24 d'octubre de 2005   | Kitt Peak            | Spacewatch          |
| 188749 - | 2005 UO228             | 25 d'octubre de 2005   | Kitt Peak            | Spacewatch          |
| 188750 - | 2005 UN229             | 25 d'octubre de 2005   | Kitt Peak            | Spacewatch          |
| 188751 - | 2005 UV230             | 25 d'octubre de 2005   | Mount Lemmon         | Mount Lemmon Survey |
| 188752 - | 2005 UJ231             | 25 d'octubre de 2005   | Mount Lemmon         | Mount Lemmon Survey |
| 188753 - | 2005 UN240             | 25 d'octubre de 2005   | Kitt Peak            | Spacewatch          |
| 188754 - | 2005 UV255             | 24 d'octubre de 2005   | Kitt Peak            | Spacewatch          |
| 188755 - | 2005 UN257             | 25 d'octubre de 2005   | Kitt Peak            | Spacewatch          |
| 188756 - | 2005 UF266             | 27 d'octubre de 2005   | Kitt Peak            | Spacewatch          |
| 188757 - | 2005 UA283             | 26 d'octubre de 2005   | Kitt Peak            | Spacewatch          |
| 188758 - | 2005 UP299             | 26 d'octubre de 2005   | Kitt Peak            | Spacewatch          |
| 188759 - | 2005 UZ299             | 26 d'octubre de 2005   | Kitt Peak            | Spacewatch          |
| 188760 - | 2005 UU301             | 26 d'octubre de 2005   | Kitt Peak            | Spacewatch          |
| 188761 - | 2005 UJ324             | 29 d'octubre de 2005   | Kitt Peak            | Spacewatch          |
| 188762 - | 2005 UG334             | 29 d'octubre de 2005   | Mount Lemmon         | Mount Lemmon Survey |
| 188763 - | 2005 UQ364             | 27 d'octubre de 2005   | Kitt Peak            | Spacewatch          |
| 188764 - | 2005 US387             | 30 d'octubre de 2005   | Catalina             | CSS                 |
| 188765 - | 2005 UZ391             | 30 d'octubre de 2005   | Kitt Peak            | Spacewatch          |
| 188766 - | 2005 US397             | 28 d'octubre de 2005   | Mount Lemmon         | Mount Lemmon Survey |
| 188767 - | 2005 UJ398             | 30 d'octubre de 2005   | Mount Lemmon         | Mount Lemmon Survey |
| 188768 - | 2005 UE402             | 28 d'octubre de 2005   | Mount Lemmon         | Mount Lemmon Survey |
| 188769 - | 2005 UL402             | 28 d'octubre de 2005   | Catalina             | CSS                 |
| 188770 - | 2005 UL406             | 30 d'octubre de 2005   | Kitt Peak            | Spacewatch          |
| 188771 - | 2005 UE411             | 31 d'octubre de 2005   | Mount Lemmon         | Mount Lemmon Survey |
| 188772 - | 2005 UF455             | 28 d'octubre de 2005   | Kitt Peak            | Spacewatch          |
| 188773 - | 2005 UO467             | 30 d'octubre de 2005   | Kitt Peak            | Spacewatch          |
| 188774 - | 2005 UP478             | 27 d'octubre de 2005   | Mount Lemmon         | Mount Lemmon Survey |
| 188775 - | 2005 UA497             | 27 d'octubre de 2005   | Palomar              | NEAT                |
| 188776 - | 2005 UD498             | 27 d'octubre de 2005   | Anderson Mesa        | LONEOS              |
| 188777 - | 2005 UP502             | 31 d'octubre de 2005   | Anderson Mesa        | LONEOS              |
| 188778 - | 2005 UE509             | 26 d'octubre de 2005   | Kitt Peak            | Spacewatch          |
| 188779 - | 2005 UV513             | 25 d'octubre de 2005   | Kitt Peak            | Spacewatch          |
| 188780 - | 2005 UH516             | 29 d'octubre de 2005   | Mount Lemmon         | Mount Lemmon Survey |
| 188781 - | 2005 UA517             | 25 d'octubre de 2005   | Apache Point         | A. C. Becker        |
| 188782 - | 2005 VD9               | 1 de novembre de 2005  | Kitt Peak            | Spacewatch          |
| 188783 - | 2005 VB26              | 3 de novembre de 2005  | Kitt Peak            | Spacewatch          |
| 188784 - | 2005 VW33              | 2 de novembre de 2005  | Mount Lemmon         | Mount Lemmon Survey |
| 188785 - | 2005 VB41              | 4 de novembre de 2005  | Mount Lemmon         | Mount Lemmon Survey |
| 188786 - | 2005 VQ42              | 3 de novembre de 2005  | Mount Lemmon         | Mount Lemmon Survey |
| 188787 - | 2005 VC43              | 5 de novembre de 2005  | Mount Lemmon         | Mount Lemmon Survey |
| 188788 - | 2005 VK52              | 3 de novembre de 2005  | Socorro              | LINEAR              |
| 188789 - | 2005 VL52              | 3 de novembre de 2005  | Catalina             | CSS                 |
| 188790 - | 2005 VP58              | 5 de novembre de 2005  | Kitt Peak            | Spacewatch          |
| 188791 - | 2005 VK74              | 1 de novembre de 2005  | Mount Lemmon         | Mount Lemmon Survey |
| 188792 - | 2005 VN81              | 5 de novembre de 2005  | Kitt Peak            | Spacewatch          |
| 188793 - | 2005 VH98              | 7 de novembre de 2005  | Socorro              | LINEAR              |
| 188794 - | 2005 VX110             | 6 de novembre de 2005  | Mount Lemmon         | Mount Lemmon Survey |
| 188795 - | 2005 VD113             | 10 de novembre de 2005 | Mount Lemmon         | Mount Lemmon Survey |
| 188796 - | 2005 VS117             | 11 de novembre de 2005 | Kitt Peak            | Spacewatch          |
| 188797 - | 2005 VY119             | 5 de novembre de 2005  | Socorro              | LINEAR              |
| 188798 - | 2005 WV33              | 21 de novembre de 2005 | Kitt Peak            | Spacewatch          |
| 188799 - | 2005 WN34              | 21 de novembre de 2005 | Catalina             | CSS                 |
| 188800 - | 2005 WO62              | 25 de novembre de 2005 | Catalina             | CSS                 |